# Galeotto Tarlati di Petramala
Galeotto Tarlati di Petramala (Arezzo, 1335/1340 – Vienne, 1397/1400) è stato un cardinale italiano.

## Biografia
Figlio di Magio Tarlati e di Rengarda Malatesta, Galeotto Tarlati di Petramala è stato protonotario apostolico. Venne creato cardinale da papa Urbano VI nel concistoro del 18 settembre 1378, ma il papa lo rimosse perché fu accusato di aver liberato sei cardinali imprigionati. Nel 1387 passò all'obbedienza dell'antipapa Clemente VII. Tarlati partecipò al conclave del 1394, nel quale venne eletto l'antipapa Benedetto XIII.